# Gabrielle McComb
Gabrielle McComb Lima (Manaus, 3 de outubro de 1997), também conhecida como Gabi McComb, é uma competidora brasileira de submission grappling e faixa-preta de jiu-jitsu brasileiro. McComb é multicampeã mundial e pan-americana, tanto com kimono quanto em lutas sem kimono. É a campeã mundial na faixa-preta peso pena de 2021 pela IBJJF.

## Carreira
Gabrielle McComb Lima nasceu em 3 de outubro de 1997 em Manaus, Brasil. Aos 8 anos de idade, começou a treinar jiu-jitsu brasileiro junto com sua irmã Andrea. Como faixa-azul, conquistou o título do Campeonato Mundial de Jiu-Jitsu de 2014 na divisão absoluto, além da medalha de prata em sua categoria de peso. Em seguida, venceu o Pan-Americano de 2015. No mesmo ano, foi promovida à faixa-roxa por sua irmã Andrea McComb.
Como faixa-roxa, venceu novamente o Pan-Americano em 2015, conquistou o ouro duplo no Campeonato Brasileiro da CBJJ e também o ouro duplo no Campeonato Sul-Americano. No ano seguinte, conquistou o ouro duplo no Mundial de 2016, ao derrotar Andressa Cintra, então campeã mundial peso médio.
Outras conquistas incluem o título da divisão absoluto no Campeonato Pan-Americano, após vencer Heloisa Ferreira na final, e ouro duplo no American Nationals.
Ela então recebeu o convite dos renomados faixas-pretas Leticia Ribeiro e Fabrício Camões para integrar a equipe Gracie Humaitá South Bay.
Como faixa-marrom, tornou-se campeã mundial No-Gi em 2017, além de vencer o Campeonato Pan-Americano em sua categoria e na divisão absoluto.

### Carreira como faixa-preta

#### 2018–2022
Em junho de 2018, McComb foi graduada à faixa-preta por seus treinadores. No mesmo ano, venceu o Campeonato Pan-Americano No-Gi e o Grand Slam de Los Angeles da AJP. Em 2019, conquistou o terceiro lugar no Campeonato Mundial e venceu o Campeonato Pan-Americano por dois anos consecutivos (2019 e 2020).
Em 2021, McComb trocou de equipe e passou a treinar na sede da Atos Jiu-Jitsu, em San Diego, Califórnia. Naquele ano, conquistou duas medalhas no Mundial No-Gi: prata na divisão peso-pena e bronze no absoluto. McComb também ficou com a prata no Pan-Americano de 2021 e conquistou o ouro no Campeonato Mundial de Jiu-Jitsu Brasileiro de 2021 ao derrotar Bianca Basilio na final da categoria peso-pena.

#### 2023–2024
Em 2023, McComb competiu no Campeonato Mundial de Jiu-Jitsu No-Gi IBJJF, onde conquistou a medalha de ouro na divisão médio e a prata no absoluto.
McComb disputou a segunda seletiva sul-americana do ADCC 2024, realizada em 9 de março de 2024, e conquistou a medalha de prata na categoria até 65kg.
Em 10 de outubro de 2024, McComb enfrentou Raquel Pa'aluhi no UFC Fight Pass Invitational 8. Ela foi finalizada e perdeu o combate.
McComb foi convidada a competir na divisão peso-leve do IBJJF: The Crown 2024, em 18 de novembro de 2024. Ela venceu Vitoria Vieira, perdeu para Brianna Ste-Marie, e derrotou Cassia Moura para conquistar a medalha de bronze.

## Resumo competitivo no jiu-jitsu brasileiro
Principais conquistas (faixa-preta):
- Campeã Mundial da IBJJF (2021)
- Campeã do Pan-Americano da IBJJF (2019 / 2020)
- Campeã do Pan-Americano No-Gi da IBJJF (2018)
- Campeã do American Nationals da IBJJF (2020)
- Campeã do Grand Slam de Los Angeles da UAEJJF (2018)
- Campeã do LA BJJ Pro da IBJJF (2020)
- Vice-campeã do Pan-Americano da IBJJF (2021)
- Vice-campeã do Mundial No-Gi da IBJJF (2021)
- 3º lugar no Mundial No-Gi da IBJJF (2019[b])
- 3º lugar no Mundial da IBJJF (2019)
- 3º lugar no Pan-Americano No-Gi da IBJJF (2018[c])
- 3º lugar no American Nationals da IBJJF (2020[c])

Principais conquistas nas faixas coloridas
- Campeã Mundial da IBJJF (2016[b] faixa-roxa, 2014[c] faixa-azul)
- Campeã Mundial No-Gi da IBJJF (2017 faixa-marrom)
- Campeã Mundial Juvenil da IBJJF (2013)
- Campeã do Pan-Americano da IBJJF (2018[b] / 2017 [b]faixa-marrom, 2016[c] faixa-roxa, 2015 faixa-azul)
- Campeã Sul-Americana da IBJJF (2015 [b]faixa-roxa)
- Campeã do Campeonato Brasileiro da CBJJ (2015[b] faixa-roxa)
- Campeã do Brasileiro Juvenil da CBJJ (2014[b])
- Campeã do Abu Dhabi Pro da UAEJJF (2016 faixa-roxa)
- Campeã do American Nationals da IBJJF (2016[b] faixa-roxa)
- Campeã do Grand Slam de Los Angeles da UAEJJF (2016 faixa-roxa)
- Vice-campeã Mundial da IBJJF (2014 faixa-azul)
- Vice-campeã do Pan-Americano da IBJJF (2016 faixa-roxa, 2015[c] faixa-azul)
- Vice-campeã do Brasileiro Juvenil da CBJJ (2013[b])
- Vice-campeã do Grand Slam de Los Angeles da UAEJJF (2017)
- Vice-campeã do EBI Flyweight Tournament (2017)
- 3º lugar no Mundial Juvenil da IBJJF (2013[c])

## Linhagem de instrução
Carlos Gracie → Hélio Gracie → Royler Gracie → Vinicius Aieta → Letícia Ribeiro → Gabi McComb

## Cartel MMA
| Cartel no MMA   |           |           |
| 1 luta          | 1 vitória | 0 derrota |
| Por finalização | 1         | 0         |

| Res.    | Cartel | Oponente         | Método                  | Evento       | Data                  | Round | Tempo | Local                      | Notas                                                 |
| ------- | ------ | ---------------- | ----------------------- | ------------ | --------------------- | ----- | ----- | -------------------------- | ----------------------------------------------------- |
|         |        | Cara Greenwell   |                         | 2025 LFA 213 | 2025 de julho de 26   |       |       | Califórnia, Estados Unidos |                                                       |
| Vitória | 1–0    | Esmira Mammadova | Finalização (mata-leão) | 2025 LFA 199 | 2025 de janeiro de 10 | 1     | 3:16  | Califórnia, Estados Unidos | Estréia Peso mosca; Mammadova não bateu peso 57,4kg). |